# Konrad 1. af Württemberg
Konrad 1. var den første greve af Württemberg. Han havde tilholdssted i slottet Württemberg. Han regerede fra 1083-1110, og er først nævnt i 1081. Han bliver regnet for at være stamfaren til Württemberg dynastiet.